# Michael Eckert (Theologe)
Michael Eckert (* 1951 in Münnerstadt) ist ein deutscher römisch-katholischer Fundamentaltheologe.

## Leben
Er studierte Philosophie, Theologie und Romanistik in Würzburg und Regensburg. Er hatte ein Promotionsstipendium der Studienstiftung des deutschen Volkes. Nach der  Promotion 1979 zum Doktor der Philosophie (mit einer Untersuchung über Ernst Bloch) und dem Lizentiat 1981 der Theologie war er von 1979 bis 1989 wissenschaftlicher Assistent an der Universität Regensburg. Nach der Habilitation 1985 und der venia legendi für Philosophisch-Theologische Grenzfragen wurde er 1985 Privatdozent. Er vertrat Lehrstühle 1987 in Tübingen, 1987–1989 Regensburg, 1993–1995 Mainz. Er lehrte als Gastprofessor: 1987 Parma, 1988 Jerusalem und 1991 an den buddhistischen Dongguk-Universitäten in Seoul und Gyeongju, sowie an der Sogang University. 1991 wurde er außerplanmäßiger Professor an der Universität Regensburg. Seit 1995 bis zu seiner Emeritierung 2019 war er Professor für Fundamentaltheologie an der Universität Tübingen.
Seine Forschungsschwerpunkte sind Grenzfragen von Philosophie und Theologie, interkulturelle Religionsphilosophie, negative Theologie und Ästhetik.

## Werke (Auswahl)
- Transzendieren und immanente Transzendenz. Die Transformation der traditionellen Zweiweltentheorie von Transzendenz und Immanenz in Ernst Blochs Zweiseitentheorie. Herder-Verlag, Wien/Freiburg/Basel 1981, ISBN 3-631-52140-5 (zugleich Dissertation, Regensburg 1979).
- Gott – Glauben und Wissen. Friedrich Schleiermachers Philosophische Theologie (Schleiermacher-Archiv. Band 3). Verlag de Gruyter, Berlin/New York 1987, ISBN 3-11-040216-5 (zugleich Habilitationsschrift, Regensburg 1984/1985).
- mit Urs Baumann (Hg.): Lexikon der theologischen Werke. Kröner, Stuttgart 2003, ISBN 3-520-49301-2.
- mit Harald Schwaetzer (Hg.): Cusanus. Ästhetik und Theologie (Texte und Studien zur europäischen Geistesgeschichte. Reihe B. Band 5). Aschendorff, Münster 2013, ISBN 3-402-15990-2.
- mit Gerardo Cunico (Hg.): Orientierungskrise. Kulturelle, ethische und religiöse Herausforderungen des Individuums in der heutigen Gesellschaft. Orientation crisis. Cultural, ethical and religious challenges of the individual in present society (Philosophie interdisziplinär. Band 35). Roderer, Regensburg 2014, ISBN 978-3-89783-810-9.